# Don Juan kommt aus dem Krieg

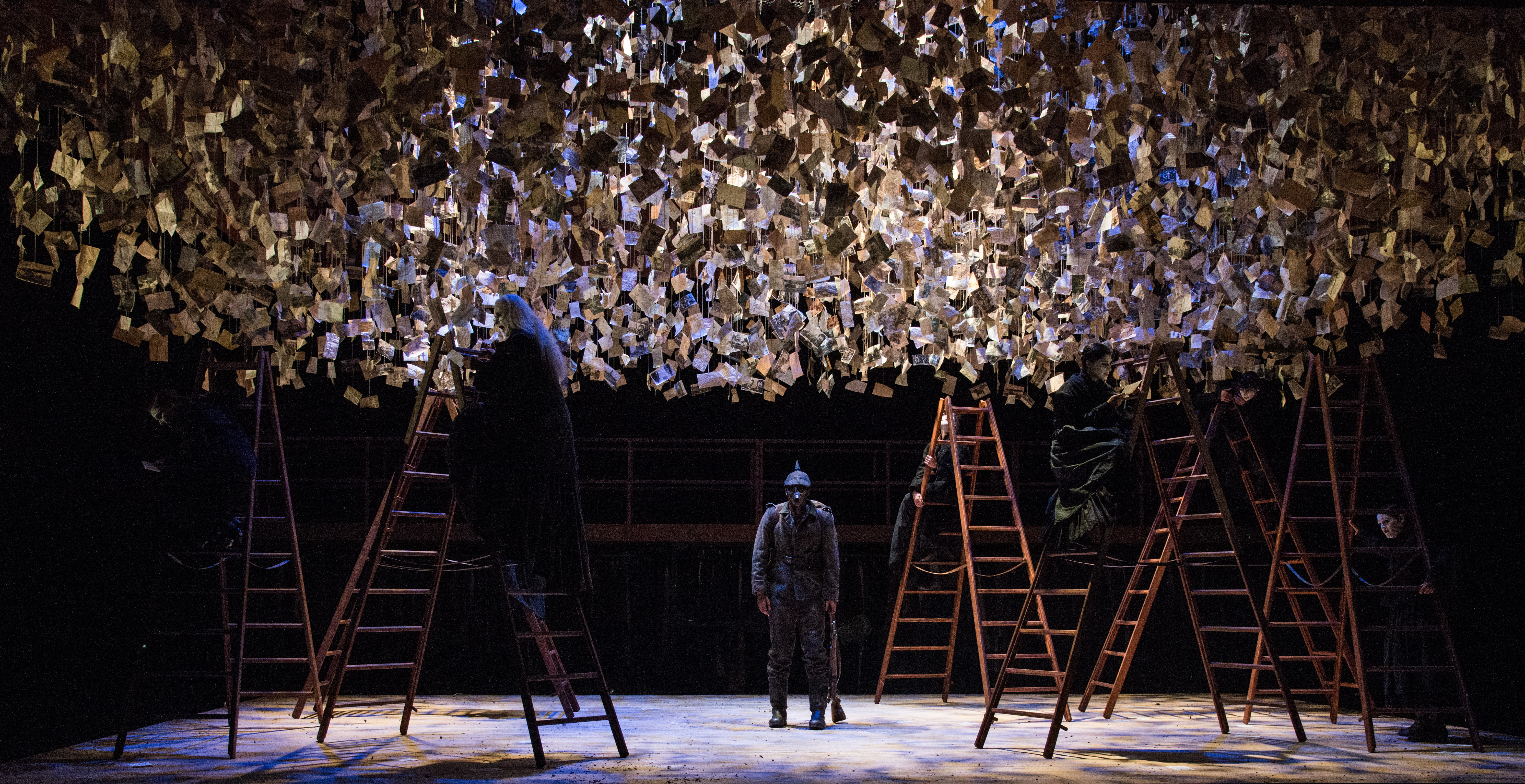
Inszenierung von Andreas Kriegenburg, Salzburger Festspiele 2014 Foto: Christian Michelides

Don Juan kommt aus dem Krieg ist ein Theaterstück Ödön von Horváths aus dem Jahr 1936. Es stellt ein klassisches Stationendrama dar, beschreibt die Orientierungslosigkeit eines Kriegsheimkehrers, seine Liebe zur im Krieg verstorbenen Geliebten und seinen Tod auf deren Grab. Das Stück wurde erst 1952 an einer Wiener Kleinbühne uraufgeführt und hat sich nur langsam auf den Spielplänen deutschsprachiger Bühnen durchgesetzt.

## Vorwort von Ödön von Horváth
„Man weiß es nicht, ob Don Juan als historische Person jemals gelebt hat. Fest steht nur, dass es den Typus Don Juan einstmals gegeben hat, und infolgedessen ist es klar, dass es ihn auch heute noch gibt und immer geben wird. Ich habe es mir also erlaubt, einen Don Juan unserer Zeit zu schildern, weil uns die eigene Zeit immer näher liegt. Scheinbar gehört zwar auch dieser Don Juan bereits der Vergangenheit an, denn er starb während der großen Inflation 1919–23, also in einer Zeit, in der sich, auch im banalsten Sinne des Wortes, alle Werte verschoben haben. Es ist aber, wie gesagt, nur eine scheinbar vergangene Zeit, denn, von einer etwas höheren Warte aus gesehen, leben wir noch immer in der Inflation, und es ist nicht abzusehen, wann sie zu Ende gehen wird. Es ist typisch für unsere Tage, wie sehr sich jeder Einzelne in seinem innersten Wesen ändert, infolge der Katastrophen, die die Allgemeinheit betreffen. So kommt auch Don Juan aus dem Krieg und bildet sich ein, ein anderer Mensch geworden zu sein. Jedoch er bleibt, wer er ist. Er kann nicht anders. Er wird den Damen nicht entrinnen.
Das Rätsel des Don Juan wurde in mannigfacher Weise zu lösen versucht, seit hunderten Jahren, aber das Rätsel ist unlösbar. Die Gestalt hat die verschiedenartigsten Wandlungen durchgemacht, vom primitiv gesehenen Ehebrecher, Mörder und Totenlästerer, bis zum psychologisch sezierten müden Kavalier. Er lebt in der Überlieferung und der Sage als ein gewaltiger Verbrecher, der wie eine Naturmacht gegen Sitte und Recht Sturm läuft. Er ist der große Verführer, der immer und immer von den Frauen verführt wird. Alle erliegen ihm, aber – und dies dürfte das Entscheidende sein: wirklich geliebt wird er von keiner. (Drum hat auch dieses Stück keine einzige Liebesszene.)
Was treibt nun die Frauen zu Don Juan? Es ist nicht allein die männliche Sexualität, deren stärkster Repräsentant er ohne Zweifel ist, sondern es ist die besonders innige und ausschließlich ausgeprägte metaphysische Bindung dieser Sexualität, deren Wirkung sich die Frauen nicht entziehen können. Der Don Juan sucht immer die Vollkommenheit, also etwas, was es auf Erden nicht gibt. Und die Frauen wollen es ihm, und auch sich selbst, immer wieder beweisen, daß er alles, was er sucht, auf Erden finden kann. Das Unglück der Frauen ist, daß sie einen irdischen Horizont haben – erst, da sie es schaudernd ahnen, daß er nicht das Leben sucht, sondern sich nach dem Tode sehnt, schrecken sie von ihm zurück. Die tragische Schuld Don Juans ist, daß er seine Sehnsucht immer wieder vergißt oder gar verhöhnt, und so wird er zum zynischen Opfer seiner Wirkung, aber nicht ohne Trauer.“

## Personen der Handlung
Don Juan und fünfunddreißig Frauen.
Ödön von Horváth: „Diese fünfunddreißig Frauen können nicht nur, sondern müssen auch von weit weniger Schauspielerinnen dargestellt werden, so daß also fast jede Schauspielerin mehrere Rollen zu spielen hat. Es sei dies nicht nur mit Rücksicht auf die Aufführbarkeit dieses Schauspiels festgestellt, sondern als Resultat einer alten Erkenntnis: es gibt nämlich keine fünfunddreißigerlei Frauen, sondern bedeutend weniger. Die gleichen Grundtypen kehren immer wieder und sollen daher auch auf der Bühne von den gleichen Frauen dargestellt werden. Trotzdem war es natürlich durchaus notwendig, fünfunddreißig Frauen zu bringen, um zu zeigen, wie sich die einzelnen Grundtypen entwickeln können.“
Horváth erstellt auch eine genaue Anweisung an den Regisseur, welche Rollen wie zusammengefasst werden können – „mit Rücksicht auf den Grundtypus (in Klammern der jeweilige Aufzug ihrer Auftritte)“:
- Erste Rolle: Erste ältliche Soubrette (I), Oberin (I II), Mutter (II III), Erstes altes Weib (III)
- Zweite Rolle: Zweite ältliche Soubrette (I), Witwe (II), Erste Dame (II III)
- Dritte Rolle: Erstes Weib (I), Nachbarin (II), Zweites altes Weib (III), Wirtin (III)
- Vierte Rolle: Großmutter (I III)
- Fünfte Rolle: Magd (I III), Zweite Dame (II III), Maske (III)
- Sechste Rolle: Erstes loses Mädchen (I), Kellnerin (II), Dritte Dame (II), Zweites Dorfmädchen (III)
- Siebente Rolle: Zweites loses Mädchen (I), Zweite Tochter (II III), Erstes Dorfmädchen (III)
- Achte Rolle: Schwester (I), Erste Kunstgewerblerin (II), Erste Tochter (II III), Vierte Dame (II)
- Neunte Rolle: Zweite Kunstgewerblerin (II), Dame aus Bern (II), Zweites Dorfmädchen (III)

Die restlichen Rollen sind durchwegs sehr klein:
- Zweites und drittes Weib (I)
- Die Dicke (II)
- Die Blonde (II)
- Die Dunkle (II)
- Erstes und zweites kleines Mädchen (III).

## Regieanweisungen
Auch die Anweisungen – betreffend Zeit und Schauplatz – sind klar und präzise: „Das Stück beginnt im Spätherbst 1918 und dauert dann relativ nicht mehr lang. Es hat drei Akte und dreiundzwanzig Bilder. Natürlich sind dies keine Bilder im strengen Sinne des Wortes, sondern fast immer nur kleine Szenen, die sich auf kleinstem Raume ereignen.“ Weiters: „Der Schauplatz darf nur angedeutet werden, nicht nur um die einzelnen Akte pausenlos durchspielen zu können, sondern auch um der Sprache gerecht zu werden.“

## Übersicht der Szenen
| Erster Akt: Der Krieg ist aus - Fronttheater - Straße - Zimmer der Großmutter - Straßenecke - Zimmer des zweiten losen Mädchens - Krankenhaus - Zimmer der Großmutter |  | Zweiter Akt: Im Taumel der Inflation - Krankenhaus - Café - Zimmer bei der Mutter - In der Wohnung eines Inflationsgewinnlers - Balkonloge in der großen Oper - Auf dem Eislaufplat - Atelier der beiden Kunstgewerblerinnen - Zimmer bei der Mutter |  | Dritter Akt: Der Schneemann - Treppenhaus - Zimmer bei der Mutter - In der Wohnung des Inflationsgewinnlers - Im tief verschneiten Wald - Der Schneemann - Wirtshaus - Vor dem Hause der Großmutter - Friedhof |

## Uraufführung
Die Uraufführung fand erst vierzehn Jahre nach Ödön von Horváths Tod am 12. November 1952 unter dem Titel Don Juan kommt zurück im Theater der Courage in Wien statt. Regie führte Edwin Zbonek. „Die Kritiken zur Uraufführung waren großteils negativ, was weniger auf die Regie, sondern viel mehr auf den Text zurückgeführt wurde. Don Juan kommt aus dem Krieg wurde als ein eher schwaches Horváth-Stück bezeichnet.“

## Weitere Inszenierungen (Auswahl)
- 1964: Theater am Naschmarkt, Wien – Wolfgang Lesowsky – Veit Relin
- Späte 1960er Jahre: Landestheater Linz
- 1971/72: Kleines Theater im Konzerthaus, Wien – Georg Lhotzky (Regie)
- 1981: Schauspiel Frankfurt – Horst Zankl (Regie) – Peter Brombacher
- 1981: Akademietheater, Wien – Rudolf Jusits (Regie) – Karlheinz Hackl
- 1986: Nationaltheater Mannheim – Klaus Weise (Regie)
- 1986: Goethe-Theater, Frankfurt – Jutta Wachsmann (Regie)
- 1995: Theater in der Reithalle München – Eos Schopohl  (Regie) – Marcus Off
- 1996: Deutsches Staatstheater Temeswar
- 2000: Faust-Projekt – Klaus Michael Grüber  (Regie)
- 2001: Deutsches Nationaltheater, Weimar – Grażyna Kania (Regie)
- 2002: Ruhrfestspiele, Recklinghausen – R. Schäfer (Regie), André Werner (Musik)
- 2002: Deutsches Schauspielhaus, Hamburg
- 2003: Wiener Volkstheater – Emmy Werner (Regie), Elsa Prochazka (Bühne) – Helmut Berger
- 2004: Staatstheater Stuttgart – Jacqueline Kornmüller (Regie), Herbert Murauer (Bühne und Kostüme), Uli Bühl (Musik) – Peter Wolf
- 2007: Monsun-Theater Hamburg – Torsten Diehl (Regie)
- 2009: Bat Studiotheater der Hochschule für Schauspielkunst „Ernst Busch“ Berlin – Caroline Hofmann (Regie) – Michael Ihnow
- 2013: Berliner Ensemble – Luc Bondy (Regie) – Samuel Finzi
- 2014: Salzburger Festspiele – Andreas Kriegenburg (Regie und Bühne), Andrea Schraad (Kostüme), Stefan Bolliger (Licht) – Max Simonischek, sowie Sonja Beißwenger, Olivia Grigolli, Sabine Haupt, Traute Hoess, Elisa Plüss, Nele Rosetz, Janina Sachau, Natali Seelig, Michaela Steiger

## Vertonung
- Erik Hojsgaard, 2006: Neue Oper Wien im Semperdepot, Walter Kobéra (Dirigent)

## Verfilmungen (unvollständig)
- 1963: Kurt Wilhelm – Sieghardt Rupp, sowie Ljuba Welitsch, Inge Richter, Ellen Umlauf, Barbara Gallauner, Ruth Pera, Ida Ehre, Maria Reiner, Anneliese Stöckel, Lotte Ledl, Ilde Overhoff, Elfriede Lucca, Christl Mardayn, Nicole Heesters, Ingrid Burkhard, Brigitte Skay, Jane Tilden, Maria Emo, Giselheid Hoensch, Susanne Schönwiese, Klaramaria Skala, Renate Kasché, Angelika Glas, Frances Maier

## Druckausgaben (unvollständig)
- 1961: Der Erstdruck wurde von Traugott Krischke bei Rowohlt herausgegeben.
- 2010: Ödön von Horváth: Don Juan kommt aus dem Krieg. Hrsg. v. Nicole Streitler unter Mitarbeit von Julia Hamminger und Martin Vejvar. Bd. 9 der Wiener Ausgabe sämtlicher Werke. Historisch-kritische Edition, am Literaturarchiv der Österreichischen Nationalbibliothek herausgegeben von Klaus Kastberger. Berlin/New York: Walter de Gruyter 2010. ISBN 978-3-11-022627-0. 516 S